# Jan Bigo (urzędnik)
Jan Bigo – urzędnik pocztowy, autor skorowidzów miejscowości i dóbr tabularnych Galicji.

## Życiorys
W okresie zaboru austriackiego w ramach autonomii galicyjskiej został zatrudniony w C. K. Dyrekcji Poczty we Lwowie i od około 1882 do około 1890 był asystentem w urzędzie pocztowo-telegraficznym w Złoczowie. Od około 1890 do około 1896 pracował jako oficjał w urzędzie pocztowo-telegraficznym Lwów Miasto. Następnie, w tym samym charakterze od około 1896 był zatrudniony w kasie C. K. Dyrekcji Poczt i Telegrafów we Lwowie, gdzie od około 1897 do około 1907 jako przydzielony pracował w randze kontrolera, a od około 1907 do około 1909 jako starszy kontroler. Od około 1909 co najmniej do 1914 w tej samej randze był pracownikiem biura wywiadowczego we lwowskiej C. K. Dyrekcji Poczt i Telegrafów.

## Publikacje
- Najnowszy skorowidz wszystkich miejscowości z przysiółkami w Królestwie Galicyi, Wielk. Księstwie Krakowskiem i Księs. Bukowińskiem z uwzględnieniem wszystkich dotąd zaszłych zmian terytoryalnych kraju. Złoczów: Nakładem autora, 1886. Brak numerów stron w książce
- Najnowszy skorowidz wszystkich miejscowości z przysiółkami w Królestwie Galicyi, Wielkim Księstwie Krakowskiem i Księs. Bukowińskiem z uwzględnieniem wszystkich dotąd zaszłych zmian terytoryalnych kraju (1897)
- Najnowszy skorowidz wszystkich miejscowości z przysiółkami w Królestwie Galicyi, Wielkim Księstwie Krakowskiem i Księstwie Bukowińskiem z uwzględnieniem wszystkich dotąd zaszłych zmian terytoryalnych kraju (1904)
- Skorowidz dóbr tabularnych w Galicyi z W. Ks. Krakowskiem (1905)
- Skorowidz wszystkich miejscowości z przysiółkami w Królestwie Galicyi, Wielkiem Księstwie Krakowskiem i Księstwie Bukowińskiem z uwzględnieniem wszystkich dotąd zaszłych zmian terytoryalnych kraju (1909)
- Najnowszy skorowidz wszystkich miejscowości z przysiółkami w Królestwie Galicyi, Wielkiem Księstwie Krakowskiem i Księstwie Bukowińskiem z uwzględnieniem wszystkich dotąd zaszłych zmian terytoryalnych kraju. Lwów: Nakładem I. Jaegera, 1914. Brak numerów stron w książce
- Najnowszy skorowidz wszystkich miejscowości z przysiółkami w Królestwie Galicyi, Wielkiem Księstwie Krakowskiem i Księstwie Bukowińskiem z uwzględnieniem wszystkich dotąd zaszłych zmian terytoryalnych kraju. Lwów: Nakładem I. Jaegera, 1918. Brak numerów stron w książce
- Najnowszy skorowidz wszystkich miejscowości z przysiółkami w Królestwie Galicyi, Wielkiem Księstwie Krakowskiem z uwzględnieniem wszystkich dotąd zaszłych zmian (1919)[8]

## Odznaczenia
austro-węgierskie
- Medal Jubileuszowy Pamiątkowy dla Cywilnych Funkcjonariuszów Państwowych[7]
- Krzyż Jubileuszowy dla Cywilnych Funkcjonariuszów Państwowych[7]